# Tectaria lobbii
Tectaria lobbii är en ormbunkeart som först beskrevs av William Jackson Hooker, och fick sitt nu gällande namn av Edwin Bingham Copeland. Tectaria lobbii ingår i släktet Tectaria och familjen Tectariaceae.

## Underarter
Arten delas in i följande underarter:
- T. l. allosora
- T. l. denticulata